# ASFA Soccer League
La ASFA Soccer League è la massima divisione delle Samoa Americane organizzato dalla Federazione Calcistica delle Samoa Americane
Nel 2009 il campionato è stato annullato perché l'unico campo disponibile a Pago Pago, il Veterans Memorial Stadium, è stato gravemente danneggiato da uno tsunami. Per le stagioni seguenti è stato usato il Campo Kananafou Theological Seminary College Sports.

## Squadre Partecipanti
Nella stagione del 2017, questi erano le squadre partecipanti al torneo
- Utulei Youth
- Pago Youth
- Lion Heart
- Tafuna Jets
- Vaiala Tongan
- Ilaoa & To'omata
- Green Bay
- Black Roses
- Royal Puma
- PanSa

## Albo d'oro
Di seguito sono elencati i vincitori:
- 1976:  Tafuna Jets
- 1977: Sconosciuto
- 1978: Sconosciuto
- 1979: Sconosciuto
- 1980: Sconosciuto
- 1981:  Pago Eagles
- 1982:  Pago Eagles
- 1983:  Nuu'uli
- 1984: Sconosciuto
- 1985: Sconosciuto
- 1986: Sconosciuto
- 1987: Sconosciuto
- 1988: Sconosciuto
- 1989: Sconosciuto
- 1990: Sconosciuto
- 1991: Sconosciuto
- 1992:  Nuu'uli
- 1993: Sconosciuto
- 1994: Sconosciuto
- 1995: Sconosciuto
- 1996: Sconosciuto
- 1997:  Pago Eagles
- 1998: Sconosciuto
- 1999:  Konica Machine
- 2000:  PanSa e  Wild Wild West
- 2001:  PanSa
- 2002:  PanSa
- 2003:  Manumea
- 2004: Sconosciuto
- 2005:  PanSa
- 2006:  Tafuna Jets
- 2007:  Konica
- 2008:  Pago Youth
- 2009:  Black Roses
- 2010:  Pago Youth
- 2011:  Pago Youth
- 2012:  Pago Youth
- 2013:  SKBC
- 2014:  Utulei Youth
- 2015:  Utulei Youth
- 2016:  Pago Youth
- 2017:  Pago Youth
- 2018:  Pago Youth
- 2019:  Pago Youth
- 2020: TBA
- 2021:  Vaiala Tongan
- 2022:  Ilaola & To'omata
- 2023:  Royal Puma
- 2024:  Pago Youth

## Titoli per squadra
| Club              | Titoli | Stagioni                                             |
| ----------------- | ------ | ---------------------------------------------------- |
| Pago Youth        | 9      | 2008, 2010, 2011, 2012, 2016, 2017, 2018, 2019, 2024 |
| PanSa             | 4      | 2000, 2001, 2002, 2005                               |
| Pago Eagles       | 3      | 1981, 1982, 1997                                     |
| Nuu'uli           | 2      | 1983, 1992                                           |
| Utulei Youth      | 2      | 2014, 2015                                           |
| SKBC              | 1      | 2013                                                 |
| Black Roses       | 1      | 2009                                                 |
| Konica            | 1      | 2007                                                 |
| Manumea           | 1      | 2003                                                 |
| Wild Wild West    | 1      | 2000                                                 |
| Konica Machine    | 1      | 1999                                                 |
| Tafuna Jets       | 1      | 1976                                                 |
| Vaiala Tongan     | 1      | 2021                                                 |
| Ilaola & To'omata | 1      | 2022                                                 |
| Royal Puma        | 1      | 2023                                                 |